# Гумільов Лев Миколайович
Лев Микола́йович Гумільо́в (1 (14) жовтня 1912, Царське Село — 15 червня 1992, Санкт-Петербург) — радянський та російський географ, тюрколог й історик-етнолог, доктор історичних і географічних наук, поет. Перекладач із перської мови. Засновник пасіонарної теорії етногенезу.

## Біографія
Народився в Царському Селі 1 жовтня 1912 року. Син російських поетів Миколи Гумільова і Анни Ахматової. У дитинстві виховувався у бабусі в маєтку Слепнєво Бежецького повіту Тверської губернії.
З 1917 до 1929 жив у місті Бежецьк. З 1930 року в Ленінграді. У 1930—1934 роках працював в експедиціях в Саянах, на Памірі й в Криму. З 1934 року навчається на історичному факультеті Ленінградського університету. У 1935 році виключений з університету та заарештований, та за кілька днів звільнений. У 1937 році відновлено в ЛДУ.
У 1938 році заарештований як студент ЛДУ і засуджений на п'ять років. Термін відбував в Норильлазі, працюючи техніком-геологом в мідно-нікелевій шахті, по закінченню терміну залишено в Норильську без права виїзду. Восени 1944 року добровільно вступив у лави Червоної армії, воював рядовим у 1386 зенітно-артилерійському полку, який входив в 31-у зенітно-артилерійську дивізію на Першому Білоруському фронті, закінчивши війну в Берліні.
У 1945 році демобілізований, відновлений в ЛДУ, який закінчив на початку 1946 і вступив до аспірантури Ленінградського відділення Інституту сходознавства АН СРСР, звідки виключений з мотивуванням «у зв'язку з невідповідністю філологічної підготовки при виборі фаху».
28 грудня 1948 року захистив в ЛДУ дисертацію кандидата історичних наук, прийнятий науковим співробітником у Музей етнографії народів СРСР.
6 листопада 1949 року заарештований, засуджений Особливою нарадою на 10 років, які відбував спочатку у таборі окремого призначення в Чурбай-Нура біля Караганди, потім у таборі біля Междурєченська в Кемеровській області, в Саянах. 11 травня 1956 р. реабілітований за відсутністю складу злочину.
З 1956 р. працював бібліотекарем в Ермітажі. У 1961 р. захистив докторську дисертацію з історії («Давні тюрки»), а 1974 р. докторську дисертацію з географії («Етногенез і біосфера Землі»). 21 травня 1976 року відмовлено у присудженні другого ступеня доктора географічних наук. До виходу на пенсію у 1986 працював у Науково-дослідницькому інституті географії при Ленінградському державному університеті.
Помер 15 червня 1992 року в Санкт-Петербурзі. Похований на Нікольському цвинтарі Олександро-Невської Лаври.
У серпні 2005 року в Казані «у зв'язку з днями Санкт-Петербурга та святкуванням тисячоліття міста Казань» Льву Гумільову встановлено пам'ятник. За особистою ініціативою президента Казахстану Н. Назарбаєва 1996 р. в Астані ім'ям Гумільова названо один з провідних вузів країни, Євразійський Національний університет імені Л. М. Гумільова. У 2002 році у стінах університету створено кабінет-музей Л. М. Гумільова.

## Гумільов та історична наука
Лев Гумільов запропонував комплекс оригінальних методів вивчення етногенезу, сенс якого у паралельному вивченні історичних даних клімату, геології і географії утворюючого ландшафту, археологічних і культурних джерел. Базою його дослідництва була оригінальна пасіонарна теорія етногенезу, за допомогою якої він намагався обґрунтувати закономірності історичного процесу.
У власних дослідженнях Л. М. Гумильов дотримувався ідей близьких євразійству. Наприклад, масштаби монголо-татарського іга він вважав занадто перебільшеними. На його думку, русько-монгольські відносини ґрунтувались, скоріш, на симбіозі, а серйозні зіткнення пов'язувалися, переважно, з ординськими мусульманами, радикальнішими, ніж інші монголи. Китай у нього постає не мирним захисником цивілізації, котрий воює з загарбниками, а хижим агресором. Так само він говорить про Європу: критика європоцентризму посідає у його працях провідне місце. Русів (до XIV ст.) і сучасних росіян вважає різними етносами.
З практичних досягнень Гумільова варто зазначити «відкриття Хазарії», тобто з'ясування умотивованості й археологічного підтвердження місцезнаходження основних міст Хазарського каганату: Ітиля і Семендера, чиє розташування доти залишалося невідомим науці.
Гумільов послідовно відмовляв Русі-Україні, українцям у суб'єктності, називав праці М. С. Грушевського «кроком назад».

## Критика пасіонарної теорії етногенезу
Л. Клейн вважає, що «запропоновані Л. М. Гумільовим узагальнення — межі періодів (фаз), їх тривалість, цифри — усе це побудовано на піску. Оскільки, який сенс говорити про початок існування Етносу або його кінець, про його перетворення, якщо неправильно, непереконливо вказані визначальні ознаки, якщо немає критеріїв діагностики — це той самий етнос чи вже новий?». [Архівовано 15 січня 2013 у Wayback Machine.]
О. Янов стверджує, що відсутність об'єктивного і верифікованого критерію новизни етносу робить гіпотезу Гумільова несумісну з вимогами природознавства, а й виводить за межі науки, перетворюючи на легку здобич «патріотичного» волюнтаризму. Янов вказує, що Гумільов так зображує процес народження нового етносу: спочатку виникають «пасіонарії», люди, здатні жертвувати собою в ім'я відродження і величі свого етносу, провісники майбутнього. Потім якийсь «палкий геній» згуртовує навколо себе знов-таки «пристрасних, енергійних, неприборканих людей» і проводить їх до перемоги. Виникає «контроверза», нове зі «споживацьким егоїзмом» старого етносу. Але врешті «пасіонарність» так широко поширюється у вигляді «мутацій», що старий етнос здається на милість переможця. На цих уламках виникає новий.
За словами Янова, це — лише універсальний набір ознак будь-якої великої політичної зміни, однаково який можна застосовувати до всіх революцій і реформацій у світі, наприклад до Великої Французької революції. Вольтера і Дені Дідро можна також назвати «пасіонаріями», сказати, що в них виникла «контроверза» з колишнім феодальним етносом, що «поруч із процесами розпаду з'явилися нове покоління — героїчне, жертовне, патріотичне, що ця „пасіонарність“ так поширилася в Європі, що старому етносу довелося здатися на милість переможця (Наполеона)».
Янов вказує, що, на думку Гумільова, п'ять століть відокремлюють перший вибух (Еллада) від другого (Персія), але тільки два відокремлюють передостанній (монголи) від останнього (Росія). Янов каже: «Або щось серйозно забарахлило в біосфері, якщо не змогла упродовж шести століть зробити жодного нового „суперетносу“, або Гумільов штучно її заблокував — з „патріотичних“ міркувань.»
Янов вказує, що Гумільов підкреслює пріоритет нації (етносу) над особистістю: «Етнос як система незмірно більша за людину», є противником культурних контактів між етносами, а "свобода для Гумільова тотожна анархії: «Етнос може… у зіткненні з іншим етносом утворити химеру і тим самим розпочати „смугу свободи“ {коли він} виникає поведінковий синдром, супроводжуваний потребою знищувати природу і культуру…»
Янов також вказує на те що, що Гумільову близькі антисемітські погляди, оскільки про євреїв Гумільов каже: «Проникаючи в чуже їм етнічне середовище, {вони} починають його деформувати. Не маючи змоги здійснювати повноцінне життя у незвичному їм ландшафті, прибульці починають ставитися до нього по-споживацьки. Інакше кажучи — жити за його рахунок. Встановлюючи свою систему взаємовідносин, вони примусово нав'язують її аборигенам та практично перетворюють в пригноблювану більшість». [Архівовано 15 січня 2009 у Wayback Machine.]

## Головні монографії Л.М.Гумільова
- Історія народу Хунну [Архівовано 31 серпня 2018 у Wayback Machine.] (1960)(рос.)
- Відкриття Хазарії [Архівовано 23 листопада 2013 у Wayback Machine.] (1966)(рос.)
- Древні тюрки [Архівовано 1 грудня 2011 у Wayback Machine.] (1967)(рос.)
- Пошуки вигаданого царства [Архівовано 24 грудня 2008 у Wayback Machine.] (1970)(рос.)
- Хунну в Китаї [Архівовано 20 вересня 2018 у Wayback Machine.] (1974)(рос.)
- Етногенез і біосфера Землі [Архівовано 1 травня 2007 у Wayback Machine.] (1979)(рос.)
- Древня Русь і Великий Степ [Архівовано 22 травня 2007 у Wayback Machine.] (1989)(рос.)
- Гумилев Л. Н. География этноса в исторический период. / «НАУКА», Ленинградское отделение, 1990, 279 сторінок, наклад 30 000, ISBN 5-02-027164-0 (рос.)
- Тисячоліття навколо Каспію [Архівовано 24 грудня 2008 у Wayback Machine.] (1990)(рос.)
- Від Русі до Росії [Архівовано 20 квітня 2018 у Wayback Machine.] (1992)(рос.)
- Кінець і знову початок [Архівовано 24 грудня 2008 у Wayback Machine.] (1992)(рос.)
- Чорна легенда [Архівовано 24 грудня 2008 у Wayback Machine.](рос.)
- Синхронія. Досвід опису Історичного часу [Архівовано 24 грудня 2008 у Wayback Machine.](рос.)
- З історії Євразії. Видавництво «Искусство», Москва 1993. ISBN 5-210-02258-7(рос.)

## Статті й інтерв'ю Л.М.Гумільова
Л. М. Гумільов. Чи може витвір красного письменства бути історичним джерелом? (Надруковано // Рус. литература. — 1972. — N 1. — З. 73-82.) [Архівовано 4 січня 2009 у Wayback Machine.]

### Критика теорій Гумільова
- Книги
  - Лорен Р. Ґрем «Природознавство, філософія та про людську поведінку у Радянському Союзі» [Архівовано 3 лютого 2009 у Wayback Machine.] Пер. з анг. — М.: Политиздат, 1991. — 480 з.
- Статті
  - Яків Лур'є Давня Русь у творах Льва Гумільова [Архівовано 15 січня 2009 у Wayback Machine.]
  - Лев Клейн Гіркі думки «вибагливого рецензента» вчення Л. М. Гумільова. // Нева, 1992, № 4, з. 228—246 [Архівовано 15 січня 2013 у Wayback Machine.]
  - Борис Рибаков Про подолання самообману [Архівовано 15 січня 2009 у Wayback Machine.]
  - Олександр Янов Вчення Льва Гумільова [Архівовано 15 січня 2009 у Wayback Machine.]
  - А. Г. Кузьмін. Пропелер пасіонарності [Архівовано 21 вересня 2008 у Wayback Machine.]
  - Юліан Бромлей «Що стосується одного „автонекролога“» [Архівовано 17 червня 2012 у Wayback Machine.]
  - Боніфатій Кедрів, Йосип Григулевич, Иосип Кривелев Що стосується статті Ю. М. Бородая «Етнічні контакти, й довкілля» [Архівовано 15 січня 2009 у Wayback Machine.]

Під час упорядкування біографії використовувався матеріал «Лев Миколайович Гумільов. Бібліографічний покажчик» [Архівовано 4 лютого 2009 у Wayback Machine.] (передмову, складання, редакція А. Р. Карімулліна, відповідальний редактор Р. І. Валієв, доповнений О. Г. Новіковою).